# Thủ tướng Canada
Thủ tướng Canada (tiếng Pháp: premier ministre du Canada) là người đứng đầu chính phủ của Canada. Chức vụ thủ tướng Không được quy định tại bất cứ văn bản hiến pháp nào mà chỉ tồn tại theo quy ước. Theo hệ thống Westminster, thủ tướng cầm quyền dựa trên sự tín nhiệm của Hạ viện và thường là hạ nghị sĩ lãnh đạo đảng lớn nhất hoặc liên minh những đảng. Thủ tướng do toàn quyền bổ nhiệm. Thủ tướng bổ nhiệm những bộ trưởng khác để thành lập Nội các và là người đứng đầu Nội các. Về mặt hiến pháp, quốc vương (là nguyên thủ quốc gia) thực hiện quyền hành pháp nhưng trên thực tế quốc vương và toàn quyền hầu như luôn thực hiện quyền hạn theo đề nghị của Nội các, là cơ quan chịu trách nhiệm tập thể trước Hạ viện. Thủ tướng là thành viên Cơ mật viện và được phong danh hiệu Quý ngài rất đáng kính (tiếng Pháp: Le très honorable) suốt đời.

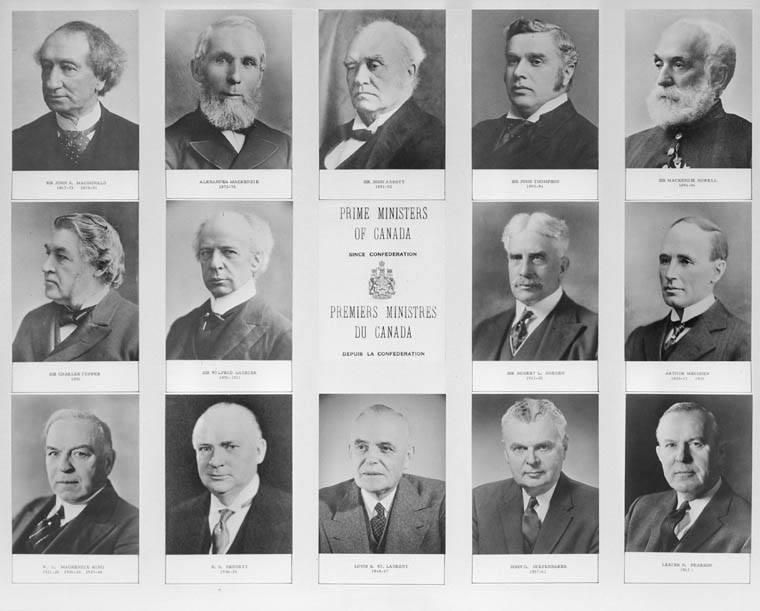
Những thủ tướng Canada trong thế kỷ đầu tiên

Thủ tướng là người đứng đầu Văn phòng Cơ mật viện và được Phủ Thủ tướng giúp việc. Thủ tướng đề nghị bổ nhiệm toàn quyền, tỉnh trưởng, thành viên Thượng viện Canada, thẩm phán Tòa án tối cao Canada, những tòa án liên bang khác và chủ tịch, hội đồng quản trị của những doanh nghiệp vương thất. Từ khi Canada liên bang hóa vào năm 1867, đã có 24 người đảm nhiệm chức vụ thủ tướng (một nữ thủ tướng). Mark Carney là thủ tướng đương nhiệm, nhậm chức từ ngày 14 tháng 3 năm 2025 sau khi Đảng Tự do Canada chiếm đa số trong Hạ viện trong cuộc bầu cử năm 2015. Từ năm 2019, Đảng Tự do Canada mất đa số, buộc Trudeau phải thành lập một chính phủ thiểu số.

## Tiêu chuẩn và bổ nhiệm

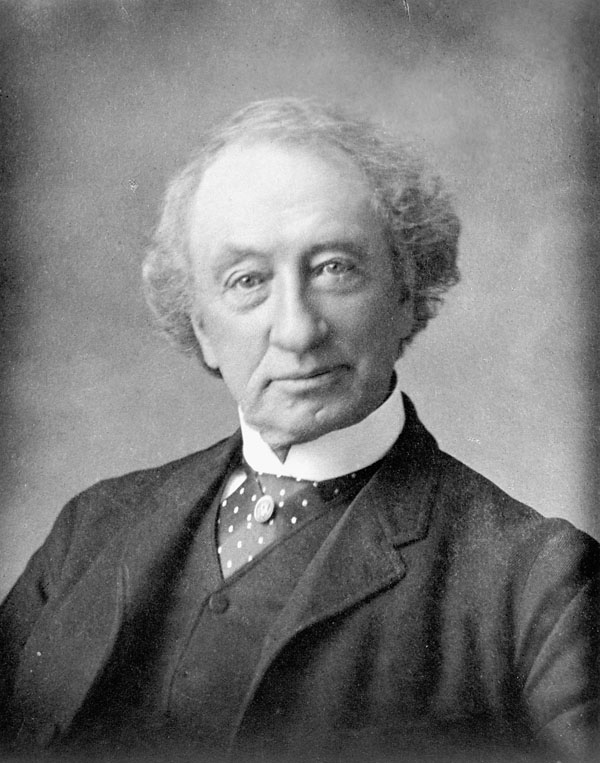
John A. Macdonald, thủ tướng đầu tiên của Canada (1867–1873, 1878–1891)

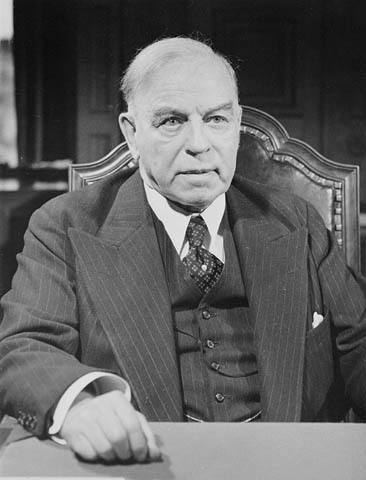
William Lyon Mackenzie King, thủ tướng Canada thứ 10 (1921–1926; 1926–1930; 1935–1948)

## Đặc quyền

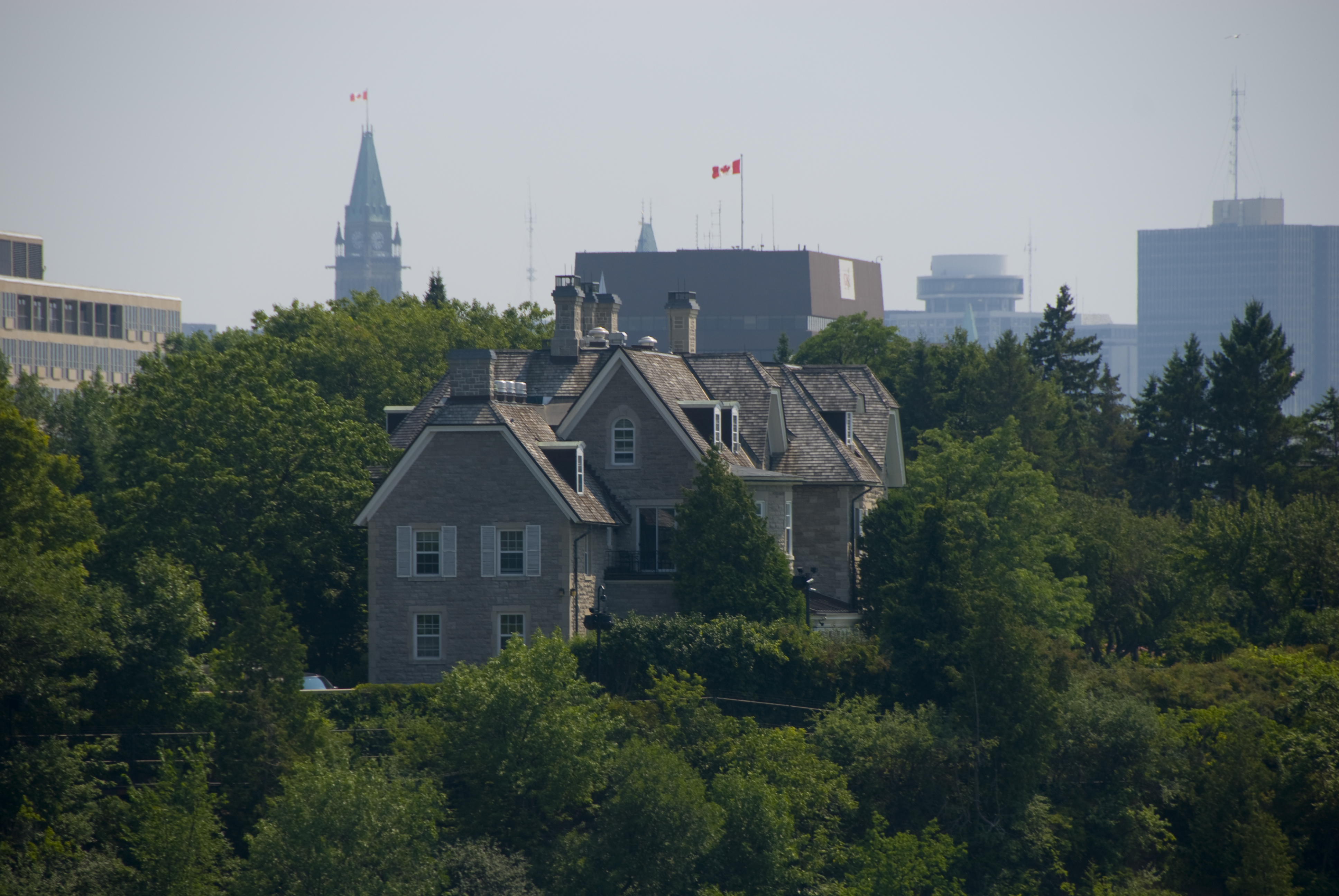
24 Sussex Drive, nơi ở chính thức của thủ tướng Canada

Huy hiệu của chức vụ thủ tướng Canada, được thêm vào huy hiệu của các thủ tướng

## Danh hiệu

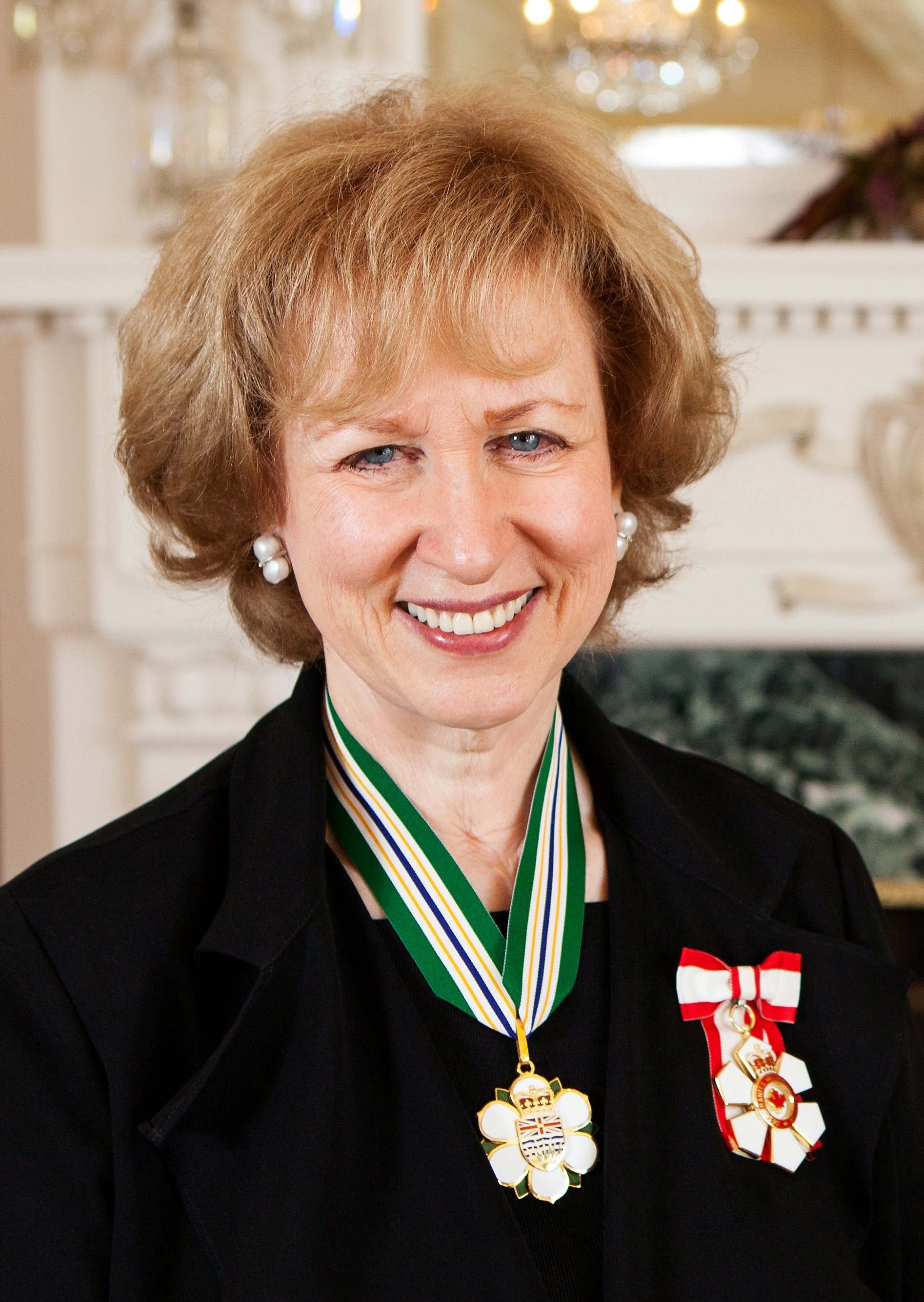
Kim Campbell, thủ tướng Canada thứ 19 (1993) và nữ thủ tướng từ British Columbia duy nhất

## Hậu mãn nhiệm

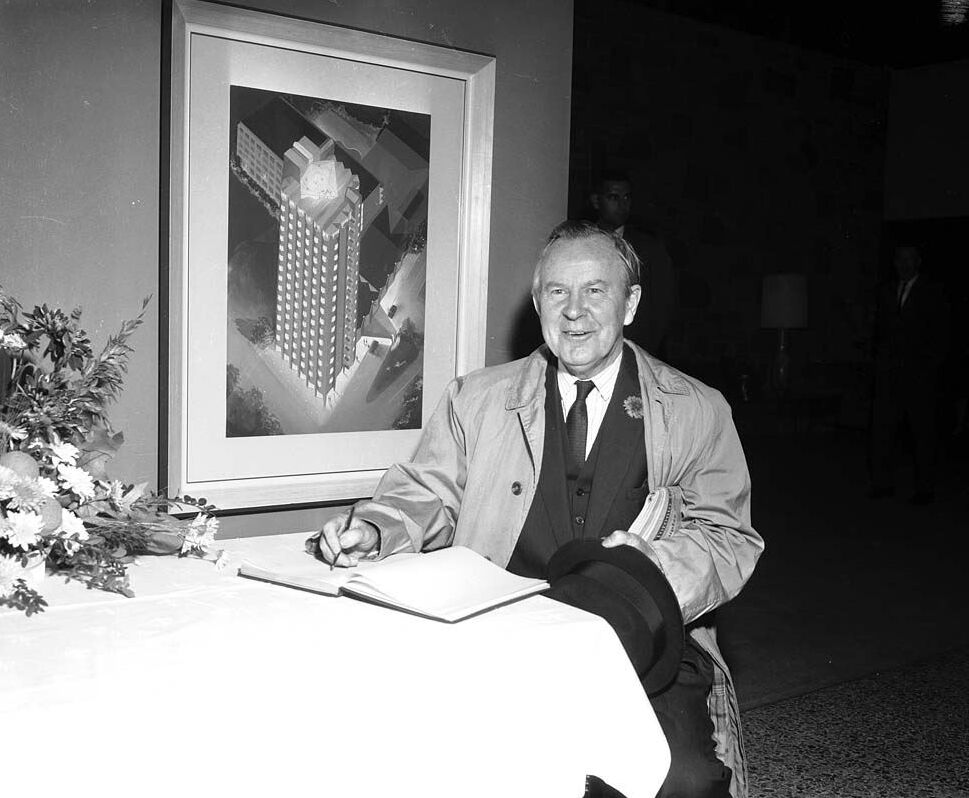
Lester B. Pearson